# Cuthona amoena
Cuthona amoena är en snäckart som först beskrevs av Joshua Alder och Hancock 1845.  Cuthona amoena ingår i släktet Cuthona och familjen Tergipedidae. Arten är reproducerande i Sverige. Inga underarter finns listade i Catalogue of Life.